# EPHA10
EPHA10‏ (EPH receptor A10) هوَ بروتين يُشَفر بواسطة جين EPHA10 في الإنسان.